# Ngân hàng Nhân dân Trung Quốc

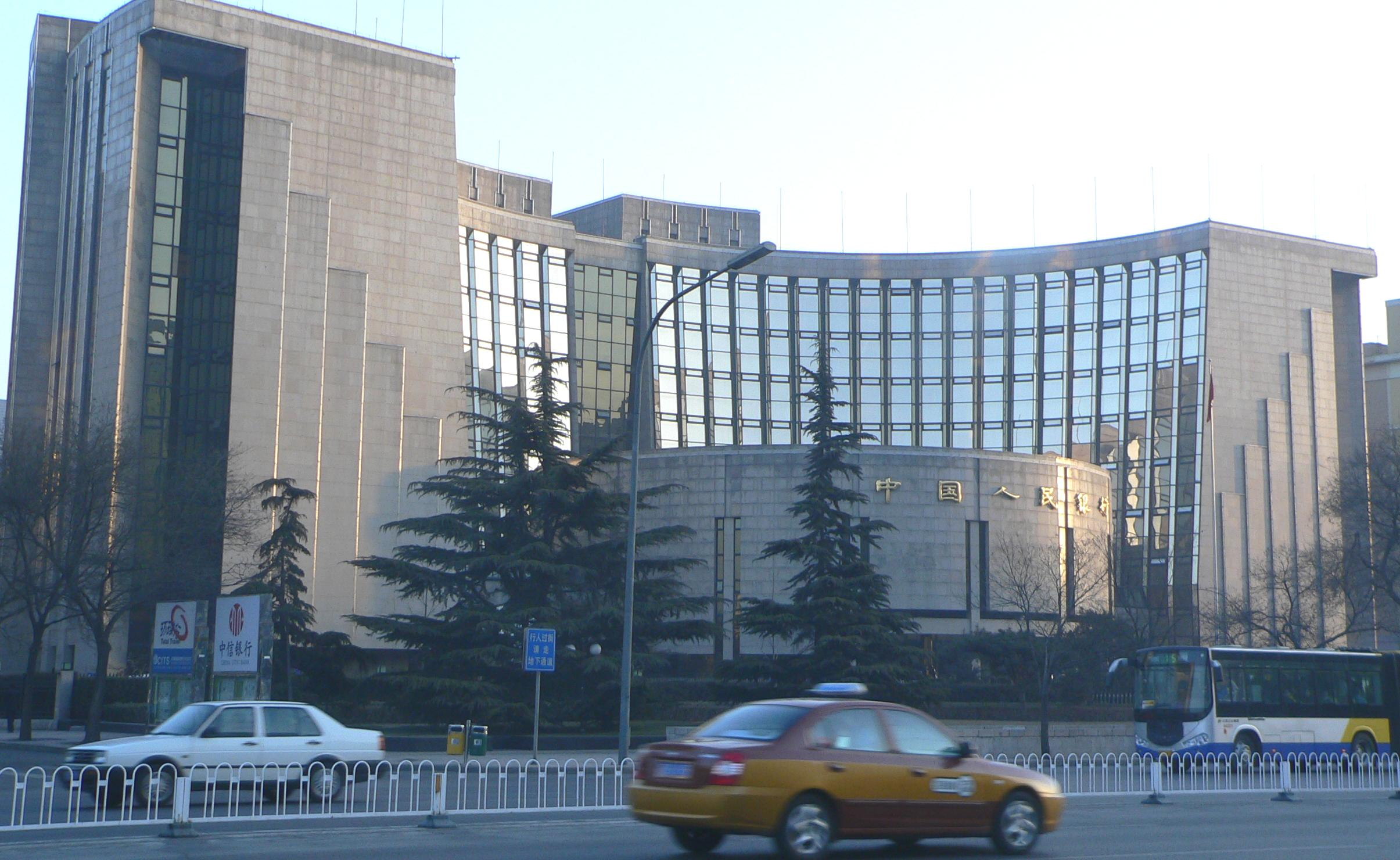
Trụ sở Ngân hàng Nhân dân Trung Quốc tại Bắc Kinh

Ngân hàng Nhân dân Trung Quốc (giản thể: 中国人民银行; phồn thể: 中國人民銀行; bính âm: Zhōngguó Rénmín Yínháng; Hán-Việt: Trung Quốc Nhân dân Ngân hàng; tiếng Anh: People's Bank of China - PBC hoặc PBOC) là ngân hàng trung ương của Cộng hòa Nhân dân Trung Hoa có quyền kiểm soát chính sách tiền tệ và quản lý các định chế tài chính của nước này. Ngân hàng Nhân dân Trung Quốc có lượng tài sản tài chính nhiều hơn bất cứ định chế tài chính công cộng nào trong lịch sử thế .

## Lịch sử
Ngân hàng này thành lập ngày 1 tháng 12 năm 1948 trên cơ sở hợp nhất các ngân hàng Hoa Bắc, ngân hàng Bắc Hải và ngân hàng nông dân Tây Bắc. Trụ sở ban đầu đặt tại Thạch Gia Trang, tỉnh Hồ Bắc, sau đó chuyển về Bắc Kinh năm 1949. Trong thời gian từ 1949 đến 1978, nó là ngân hàng duy nhất của toàn Trung Quốc và đảm đương vai trò ngân hàng trung ương và ngân hàng thương mại.
Vào thập niên 1980, các chức năng ngân hàng thương mại được tách ra hình thành bốn ngân hàng quốc doanh. Năm 1983, Chính phủ Trung Quốc thông báo rằng Ngân hàng Nhân dân Trung Quốc sẽ thực hiện vai trò ngân hàng trung ương của Trung Quốc. Tư cách này được xác nhận ngày 18 tháng 3 năm 1995 tại phiên họp toàn thể thứ ba của Quốc hội Trung Quốc. Năm 1998, ngân hàng tiến hành tái cấu trúc cơ bản. Tất cả các chi nhánh địa phương và cấp tỉnh đều bãi bỏ, Ngân hàng trung ương Trung Quốc mở 9 chi nhánh khu vực, địa giới từng chi nhánh không theo địa giới hành chính. Năm 2003, Ủy ban thường vụ Quốc hội Trung Quốc phê chuẩn một đạo luật sửa đổi nhằm tăng cường vai trò của ngân hàng này trong việc đề ra và thực hiện chính sách tiền tệ với mục đích bảo vệ sự ổn định tài chính quốc gia và thiết lập các dịch vụ tài chính.

## Điều hành
Bộ máy điều hành tối cao của Ngân hàng Nhân dân Trung Quốc gồm Thống đốc và một số phó thống đốc. Vị trí thống đốc được bổ nhiệm hay bãi nhiệm bởi Chủ tịch nước. Ứng viên vào vị trí thống đốc được đề xuất bởi Thủ tướng và phê chuẩn bởi Quốc hội. Khi Quốc hội không tổ chức kỳ họp, Ủy ban thường vụ Quốc hội sẽ phê chuẩn việc bổ nhiệm này. Các phó thống đốc do Thủ tướng bổ nhiệm hoặc bãi nhiệm.
Ngân hàng trung ương Trung Quốc áp dụng hệ thống trách nhiệm tập trung của thống đốc, theo đó thống đốc quản lý công việc chung của toàn ngân hàng, các phó thống đốc trợ giúp thống đốc hoàn thành trách nhiệm.

## Lãnh đạo hiện nay
Thống đốcDịch Cương
Phó Thống đốcPhan Công Thắng, Phạm Nhất Phi, Trần Vũ Lộ, Ân Dũng

## Bộ máy
Ngân hàng trung ương Trung Quốc bao gồm 18 vụ, phòng và cơ quan chức năng.
- Hành chính
- Pháp chế
- Chính sách tiền tệ
- Thị trường tài chính
- Cục ổn định tài chính
- Khảo sát và thống kê tài chính
- Kế toán và ngân quỹ
- Hệ thống thanh toán
- Công nghệ ngân hàng
- Cục Tiền tệ và ngân kim
- Cục Kho bạc nhà nước
- Quốc tế
- Kiểm toán nội bộ
- Nhân sự
- Cục nghiên cứu
- Cục hệ thống thông tin tín dụng
- Cục chống rửa tiền
- Đào tạo

Những tổ chức sau trực thuộc Ngân hàng Nhân dân Trung Quốc:
- Trung tâm phân tích và theo dõi chống rửa tiền Trung Quốc
- Trường cán bộ ngân hàng trung ương Trung Quốc
- Nhà xuất bản tài chính Trung Quốc
- Thời báo tài chính Trung Quốc
- Trung tâm thanh toán quốc gia Trung Quốc
- Cơ quan in ấn tiền và ấn chỉ ngân hàng Trung Quốc
- Cơ quan quản lý tiền vàng Trung Quốc
- Cơ quan tin học hóa tài chính Trung Quốc
- Hệ thống giao dịch ngoại hối Trung Quốc

Ngân hàng Nhân dân Trung Quốc có 9 chi nhánh khu vực ở Thiên Tân, Thẩm Dương, Thượng Hải, Nam Kinh, Tế Nam, Vũ Hán, Quảng Châu, Thành Đô và Tây An, 2 trụ sở điều hành ở Bắc Kinh và Trùng Khánh, 303 chi nhánh thứ cấp cấp thành phố và 1809 chi nhánh thứ cấp cấp huyện, khu.
Sáu văn phòng đại diện ở nước ngoài gồm châu Mỹ, châu Âu (tại London), Tokyo, châu Phi, Frankfurt và văn phòng ở Ngân hàng phát triển vùng Caribê..

## Danh sách thống đốc
- Nam Hán Thần (南汉宸): tháng 10 năm 1949 – tháng 10 năm 1954
- Tào Cúc Như (曹菊如): tháng 10 năm 1954 – tháng 10 năm 1964
- Hồ Lập Giáo (胡立教): tháng 10 năm 1964 – 1966
- Trần Hi Dũ (陈希愈): tháng 5 năm 1973 – tháng 1 năm 1978
- Lý Bảo Hoa (李葆华): tháng 1 năm 1978 – tháng 4 năm 1982
- Lữ Bồi Kiệm (吕培俭): tháng 4 năm 1982 – tháng 3 năm 1985
- Trần Mộ Hoa (陈慕华): tháng 3 năm 1985 – tháng 4 năm 1988
- Lý Quý Tiên (李贵鲜): tháng 4 năm 1988 – tháng 7 năm 1993
- Chu Dung Cơ (朱镕基): tháng 7 năm 1993 – tháng 6 năm 1995
- Đới Tương Long (戴相龙): tháng 6 năm 1995 – tháng 2 năm 2002
- Chu Tiểu Xuyên (周小川): tháng 12 năm 2002 – 19 tháng 3 năm 2018
- Dịch Cương (易纲): 19 tháng 3 năm 2018 - nay

## Lãi suất
Các loại lãi suất của ngân hàng luôn là bội số của số chia hết cho 9 thay vì chia hết cho 25 như các nước khác trên thế giới.. Ví dụ: 0,27% thay vì 0,25%.